# Piñonate

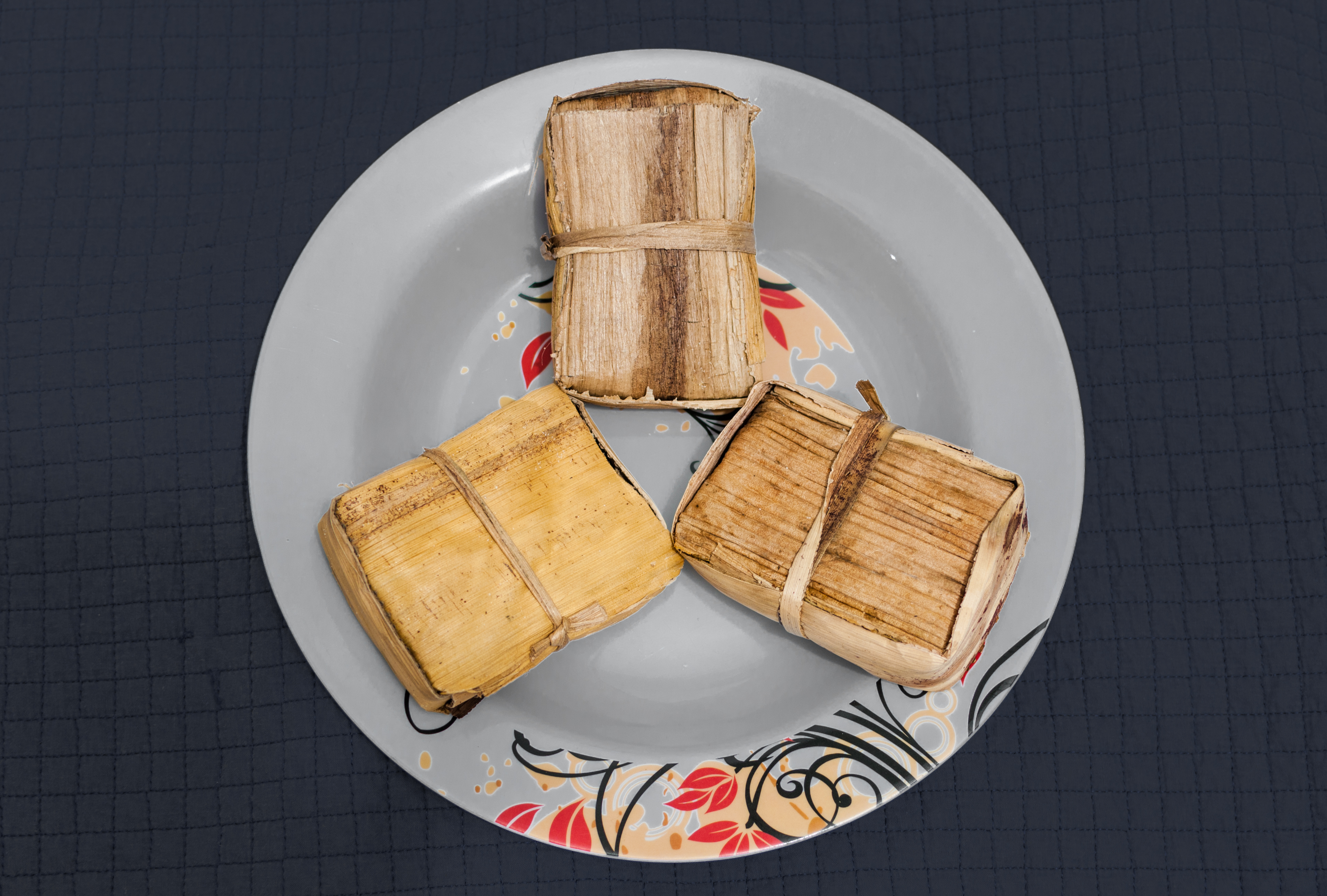
Piñonate de la Parroquia San Juan Bautista en Venezuela.

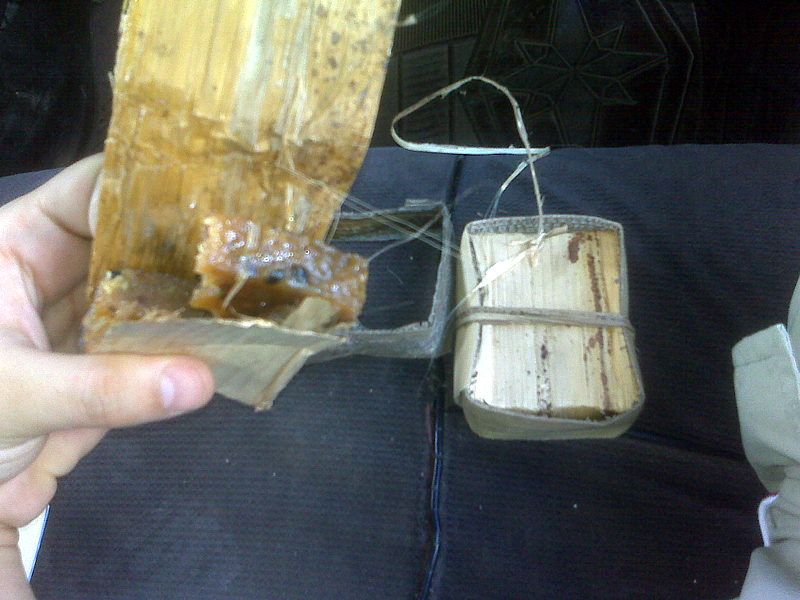
Parte interna del dulce.

El piñonate es un dulce artesanal de origen español, típico de la localidad de Aracena, Huelva. También se pueden observar variaciones en Cortegana, Linares de la Sierra, Priego de Córdoba y Herreruela (provincia de Cáceres). Se le encuentra también en América Latina en las cocinas de países centroamericanos (con el nombre de «piñonate») y en la Parroquia San Juan Bautista de la Isla de Margarita, Venezuela.

## Origen
El origen de este dulce está en su preparación para celebrar el Domingo de Resurrección. Es probable que habitantes de Linares de la Sierra hayan traído la receta del dulce a la Parroquia San Juan Bautista, debido a que ambas poblaciones comparten tradiciones cristianas parecidas y una veneración a su santo patrono San Juan Bautista. Otra cosa que tienen en común es que ambas localidades poseen un clima y una localización extraordinariamente parecida a las laderas de un cerro que en ambos casos se llama La Sierra y con una iglesia central parroquial San Juan Bautista. A Centroamérica llegó probablemente durante la época colonial, en Costa Rica, por ejemplo, es típico de su costa pacífica.

## Receta
La receta no es muy precisa debido a sus variaciones. En Linares de la Sierra y la localidad campogibraltareña de Jimena de la Frontera se elabora a base de rociados de miel recogida en las colmenas cercanas, además de harina, huevo, aceite de oliva, aguardiente, almendras, piñones, ajonjolí, canela, clavo, anís y cáscara de naranja, a diferencia de la versión elaborada en la Parroquia San Juan Bautista, que es a base de dulce de papelón, naranja, piña y lechosa; compartiendo únicamente la naranja como ingrediente en relación con las versiones anteriores. Por el otro lado, en Centroamérica es una especie de confitura de papaya.